# European Geography Association
Az European Geography Association, rövidítve EGEA, olyan kiterjedt Európai hálózat, amely geográfus hallgatók és ifjú geográfusok számára nyújt lehetőséget arra, hogy nézeteiket és tudásukat megvitassák más európai geográfusokkal. Ennek elérése érdekében az EGEA kongresszusokat, hallgatói cseréket, szemináriumokat szervez, továbbá szponzorál olyan tudományos együttműködéseket, amelyek elősegítik céljait. A szervezet saját hírlevelet tart fenn aktuális információinak közlése céljából. Az EGEA legfontosabb építőeleme a szervezet honlapja, amelynek segítségével sokkal egyszerűbb kommunikáció válik lehetővé távoli országok aktivistái számára.

## Nemzetközi szervezet
1987-ben varsói, barcelonai, bécsi és utrechti egyetemisták megalapították az European Geography Association-t. A szervezet a kezdetek óta 20 éves kongresszust rendezett különféle országokban. A négy alapító szervezet mára további 80 tagszervezettel bővült amely kb. 20 országból adódik össze. Minden egyes tagszervezet önállóan működik, néhányan közülük csak nemformális csoportként, mások ellenben hivatalos egyesületekké alakultak az idők során.
Az EGEA négy régióból áll, nevezetesen az Északi és Balti régió, a Keleti régió, a Nyugati régió és az EuroMed régió. Minden régió saját képviselőket delegálhat az EGEA vezetőségi tanácsába. A régiók ezen vezetőkön keresztül állnak kapcsolatban egymással. A vezetők feladata a szervezet jövőjének tervezése és kezdeményezés.
A tagszervezetek évente egyszer, az Éves Kongresszuson üléseznek. A kongresszus minden évben ősszel kerül megrendezésre, és a szervezet legfőbb rendezvénye. A rendezvény 5 napja alatt workshopok során különféle témák kerülnek megvitatásra. Az esemény egyik napján a rendező szervezet kirándulást rendez.
Ezen kívül mind a négy régió megrendezi éves Regionális Kongresszusát, minden év tavaszán. A kongresszusokon valamilyen földrajzos témát dolgoznak fel.
További lehetőség a tagszervezetek találkozójára a hallgatói cserék, melynek során egyetemi hallgatók osztják meg lakásukat egymással. Ezek az EGEA leggyakoribb eseményei, hiszen megfizethető áron látogathatók meg különféle országok. A cserék során, amelyek általában egy hétig tartanak, a résztvevők meglátogatják az egyetem geográfus intézményeit, földrajzos témájú kirándulásokat szerveznek, bebarangolják a várost és környékét, valamint ide tartoznak különféle informális és szociális elfoglaltságok is. Az utazási költségeket a látogató fizeti meg, az ételről, a szállásról és a programról a szállásadó gondoskodik.